# Klinikum Crailsheim
Das Klinikum Crailsheim ist ein Krankenhaus der Grund- und Regelversorgung in Crailsheim. 

## Geschichte
Das Haus wurde am 1. Juli 1878 als Bezirkskrankenhaus Crailsheim eröffnet und firmierte zwischenzeitlich unter dem Namen Kreiskrankenhaus Crailsheim. Seit 2008 besteht eine Zusammenarbeit mit dem Diakonie-Klinikum Schwäbisch Hall. Mit der Übernahme des Diak Klinikums in Schwäbisch Hall (Schwerpunktversorgerstatus) durch den Landkreis Schwäbisch Hall im Jahr 2025 erfolgt eine noch intensivere Zusammenarbeit und gemeinsame Ausrichtung der Gesundheitsversorgung der Region. 
Die Gebäude wurden im Laufe der Jahrzehnte stets erweitert und modernisiert. Im Juli 2010 erfolgte der Beschluss des Kreistags Schwäbisch Halls, das Klinikum durch einen Neubau zu erweitern und teilweise zu ersetzen. Dazu wurden 54 Millionen Euro bereitgestellt. Die Einweihungsfeier fand am 29. April 2016 statt, der Umzug am 17. Juni 2016. Die Umbauarbeiten am Altbau dauern nach wie vor an.

## Einrichtung
Das Haus verfügt über 165 Planbetten in den Abteilungen:
- Hand-, Unfall-, Allgemein- und Viszeralchirurgie
- Orthopädie, EndoProthetikZentrum und Gelenkchirurgie
- Innere Medizin I (Kardiologie)
- Innere Medizin II (Gastroenterologie)
- Innere Medizin III (Geriatrie)
- Frauenklinik (Geburtshilfe und Gynäkologie)
- Hals-Nasen-Ohrenheilkunde